# Mukai Junkichi

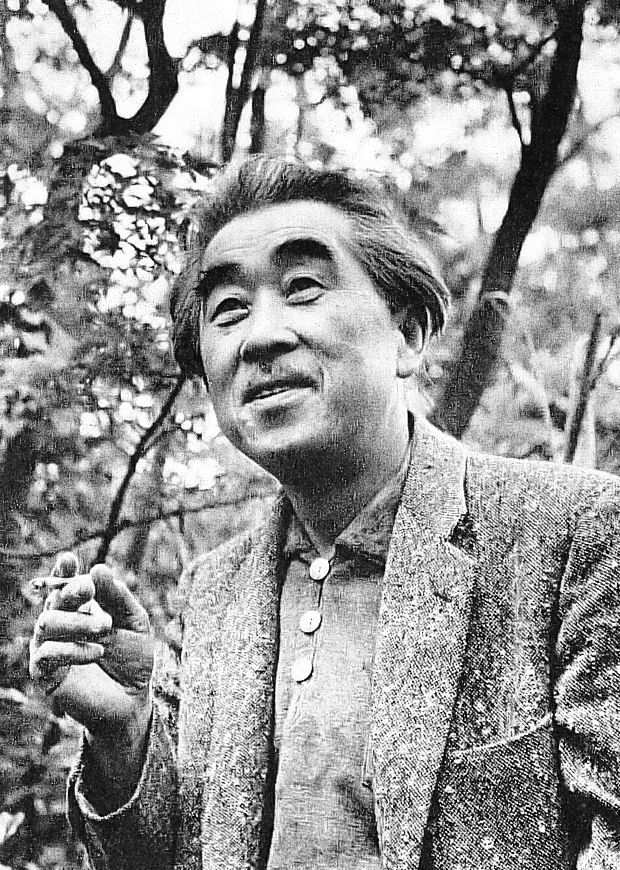
Mukai Junkichi

Mukai Junkichi (japanisch 向井 潤吉; geb. 30. November 1901 in Kyōto; gest. 14. November 1995) war ein japanischer Maler der Yōga-Richtung der Shōwa-Zeit.

## Leben und Werk
Mukai Junkichi war der Sohn des Mukai Saikichi, einem Kunsthandwerker, der auf die Errichtung und Reparatur von Shintō-Schreinen spezialisiert war. Ab 1914 besuchte er die Städtische Schule für Kunst und Kunstgewerbe Kyōto (京都市立美術学校, Kyōto shiritsu bijutsu gakkō). Er verließ diese aber bald wieder und schrieb sich ein in der Kunstakademie Kansai (関西美術院, Kansai bijutsuin), wo er Schüler von Itō Yoshihiko (1867–1942) wurde. Zur gleichen Zeit studierte er an der Kawabata-Schule für Malerei (川端画学校, Kawabata gagakkō) und am Shinanobashi-Institut für westliche Malerei (信濃橋洋画研究所, Shinanobashi yōga kenkyūjo) in Osaka. 1919 konnte Mukai auf der 6. jährlichen Ausstellung der Künstlergemeinschaft Nika-kai zum ersten Mal ein Bild mit dem Titel „In der Zimmerecke“ (部屋隅にて, Heyasumi nite) zeigen. Ab 1921 unterbrach ein zweijähriger Militärdienst seine künstlerische Tätigkeit.
Von 1927 bis 1930 hielt sich Mukai in Paris auf und besuchte von dort aus verschiedene Länder in Europa. In Paris kopierte er im Louvre rund zwanzig klassische Gemälde. Nach seiner Rückkehr konntet er im Rahmen der 17. jährlichen Ausstellung der Nika-kai elf Bilder zeigen, die in Europa entstanden waren, darunter die „Sich zurückwendende Frau“ (後ろ向く女, Ushiro muku onna). Er wurde für diese Bilder ausgezeichnet und wurde 1936 Mitglied der Nika-kai. – Ab 1937 war Mukai im Militärdienst in China und fertigte dokumentarische Gemälde an, darunter eins zum Zwischenfall an der Marco-Polo-Brücke. 1939 erhielt er für seine Kriegs-Bilder den „Shōwa-Preis für die Entwicklung der Malerei im westlichen Stil“ (昭和洋画奨励賞, Shōwa yōga shōrei shō).
Nach dem Pazifikkrieg gründete Mukai zusammen mit Gleichgesinnten die „Gesellschaft für Aktionskunst“ (行動美術協会, Kōdō bijutsu kyōkai) und zeigte dort seine Bilder. Von dieser Zeit etwa begann Mukai traditionelle japanische Häuser zu malen, deren Verschwinden er bedauerte. Und ab 1960 hielt er wiederholt Ausstellungen, auf denen er seine in Öl gemalten Häuserbilder zeigte. 1961 wurde Mukais Atelier durch einen Brand zerstört, er verlor dabei über hundert Bilder.
1974 wurde eine Ausstellung im Central Art Museum in Tōkyō abgehalten, die unter dem Titel „Kreislauf-Ausstellung“ (還流展, Kanryū-ten) eine Übersicht über sein Lebenswerk gab. – Zu den typischen Werken Mukais gehören „Sich entkleidende Frau“ (衣をぬぐ女, Koromo o nugu onna; 1933) und „Herbstbeginn in Hida“ (飛騨立秋, Hida risshū; 1962), beide im Besitz des Nationalmuseums für moderne Kunst, Tokio.